# Roman a Clef
『Roman a Clef』は、アメリカ合衆国で発売されたコミック。テレビドラマ『エンジェル』のコミック版で、2010年4月にIDWから発売された。

## 解説
第28章の『The Crown Prince Syndrome』から始まるシリーズの第5作で、『The Big Dustup』の続編。

## あらすじ
コナーはスパイクが捕えてきたバンパイアのフィリシアを尋問する。そしてエンジェルが『Innovation labs』の屋内に監禁されていることを知る。一方、エンジェルはイリリアの助けで拘束を解き、『Innovation labs』の所長ローマンを尋問する。

## 登場人物
エンジェル
バンパイア。私立探偵。
イリリア
エンジェルの部下。悪魔。
スパイク
エンジェルの部下。バンパイア。
コナー
エンジェルの息子。
フィリシア・グッダム・バレンタイン
バンパイア
ローラ・ウィザーミル
ウォッチャー。
アレックス・ローマン
『Innovation labs』の所長。
ケイト・ロックリー
ロサンゼルス市警察の刑事。